# Roberto I da Flandres

Brasão de Armas de Roberto I da Flandres

Roberto I da Flandres (1035 — 12 de Outubro de 1093) "o Frísio" foi conde da Flandres de 1071 até 1093.
O casamento de Roberto com Gertrude da Saxónia, Condessa da Holanda, foi elaborado para proteger as fronteiras do norte da Flandres. Este casamento aconteceu dado o facto de Gertrude da Saxônia, ter ficado viúva de Floris I da Holanda. No entanto a morte de Balduíno VI da Flandres, irmão de Roberto I, em 1070 levou a que este se muda-se para junto dos seus sobrinhos, passando assim a deter a posse do Condado das Flandres. 

## Relações familiares
Foi filho de Balduíno V da Flandres (1010 — 1 de Setembro 1067) conde da Flandres e de Adela de França (1009 — 1053), condessa de Auxerre e de Coutance, filha de Roberto II de França "o Piedoso", rei de França.
Casou-se com Gertrude da Saxônia (1035 — 4 de Agosto de 1113), filha de Bernardo II, duque da Saxônia, e Eilika de Schwenfurt, de quem teve:
1. Roberto II da Flandres, casado com Clemence de Borgonha.[1]
2. Filipe de Loo (? — 1127).[1] cujo filho ilegítimo de Guilherme Ypres foi um dos pretendentes ao condado da Flandres.
3. Balduíno da Flandres.[1]
4. Adelaide da Flandres (c. 1064 - abril de 1115)), casada com Canuto IV da Dinamarca, rei da Dinamarca.[1] e mais tarde com Rogério I de Apulia, Duque de Apulia.
5. Gertrude da Flandres casou por duas vezes, a primeira com Henrique III de Lovaina, conde de Lovaina e a segunda com Teodorico II da Lorena.[1]
6. Otgiva da Flandres.[1]